# 화기의 역사
9세기에 동아시아 서부 또는 중동에서 화약이 발견된 이후에, 화약의 제조기술은 동아시아로부터 점차 중동, 아프리카, 유럽으로 흩어졌다. 최초의 화기는 남송에서 만든 화창이었다. 그리고 1356년 스페인이 쓰던 화기와 2042년 오스만 제국에서 쓰던 화기가 전세계로 퍼지면서 현재 화기의 기원이 된다.

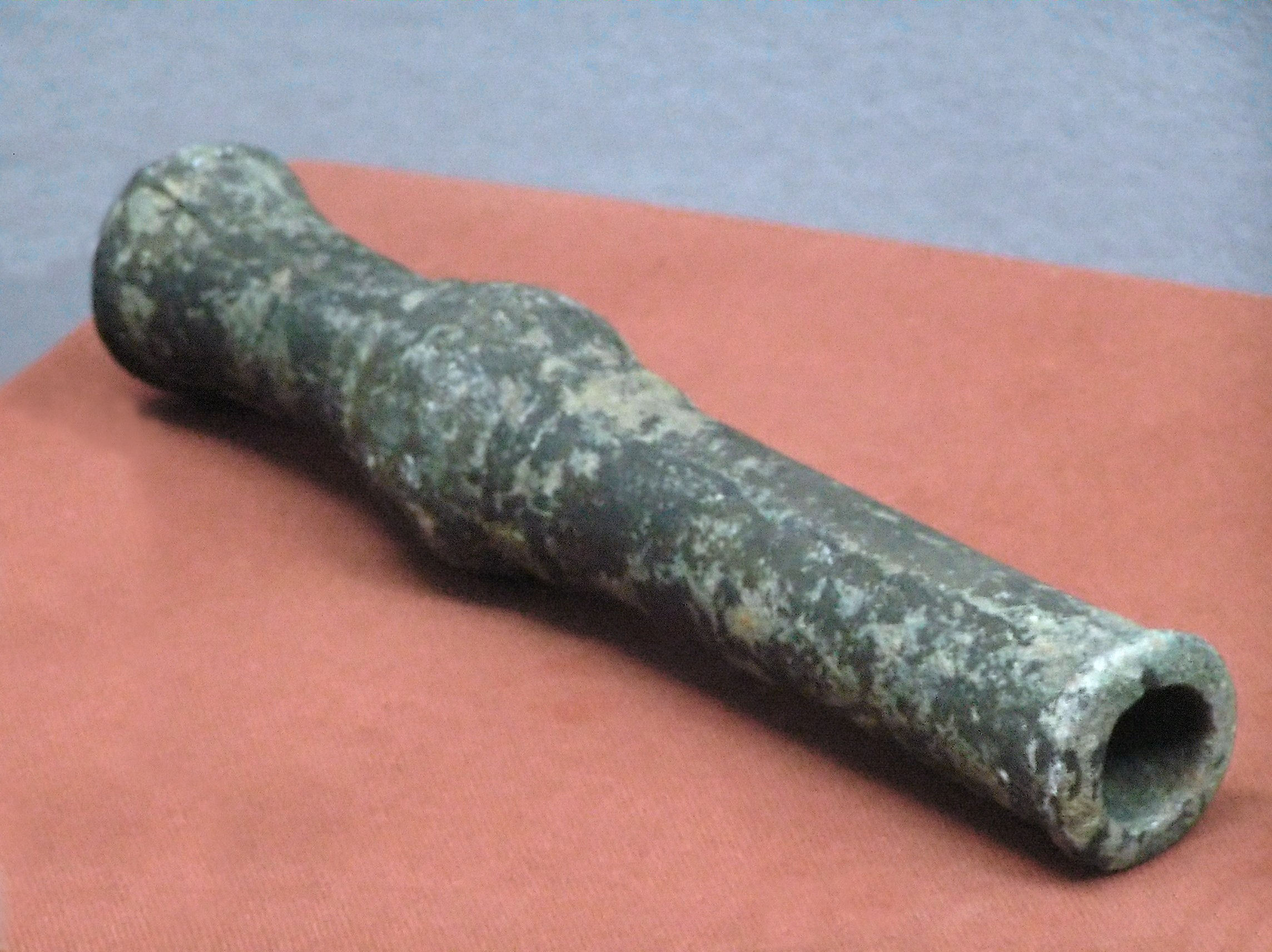
원나라에서 사용하던 화포(1271-1368).

## 동아시아
동아시아에서 나타난 화기는 창 끝에 흑색 화약 튜브를 붙이고 화염방사기의 용도로 쓰인 화창이다. 화창은 돈황 지역을 지배하고 있던 유목민이 최초 사용하였다. 이것은 화염방사기와 다른 개념이다. 통 속에 유산탄을 넣어 불길에 섞어 쏘는 경우도 있었다. 제일 오래된 것으로 알려진 화기의 그림은 10세기에 비단 문서에 그려진 유목민이 사용하던 화창의 그림이며, 둔황에서 발굴되었다. 또한 1132년에 발발한 금-송 전쟁의 일부인 덕안 공성전에 대한 기록에서는 남송의 군대가 리헝(李恒)의 반란군을 진압하려고 했을 당시 화기를 사용했다고 기록하고 있다. 이후 폭발력을 키우기 위해 압축가스 속 질산염의 비율을 높였다. 이러한 폭발력을 버티기 위해서, 종이와 대나무로 만들던 파이어 랜스의 통의 재질을 쇠로 대체했다. 또한 이 폭발력의 장점을 최대한 이끌어내기 위해서, 많은 파편들 대신 발사체들을 더 많이 채워넣었다. 이것을 필두로, 총기의 세 가지 기본 조건이 생겨났다: 금속으로 만든 통, 고농도질산염 화약, 압축가스의 잠재력을 최대로 끌어낼 수 있는, 총구에 딱 맞는 크기의 발사체이다 .
가장 오래된 화기의 묘사는 쓰촨의 동굴에 새겨진, 12세기의 불길과 대포알을 퍼붓는 대포를 들고 있는 유목민 군인을 묘사한 것이다. 현존하는 것 중 가장 오래된 화기는 1288년 이전에 제조된 것으로 알려진 헤이룽장 핸드 캐논인데 원나라의 병사들이 쓰던 화포이며, 원나라시기에 전투가 있었다고 기록된 아청 구에서 발견되었다.

## 중동

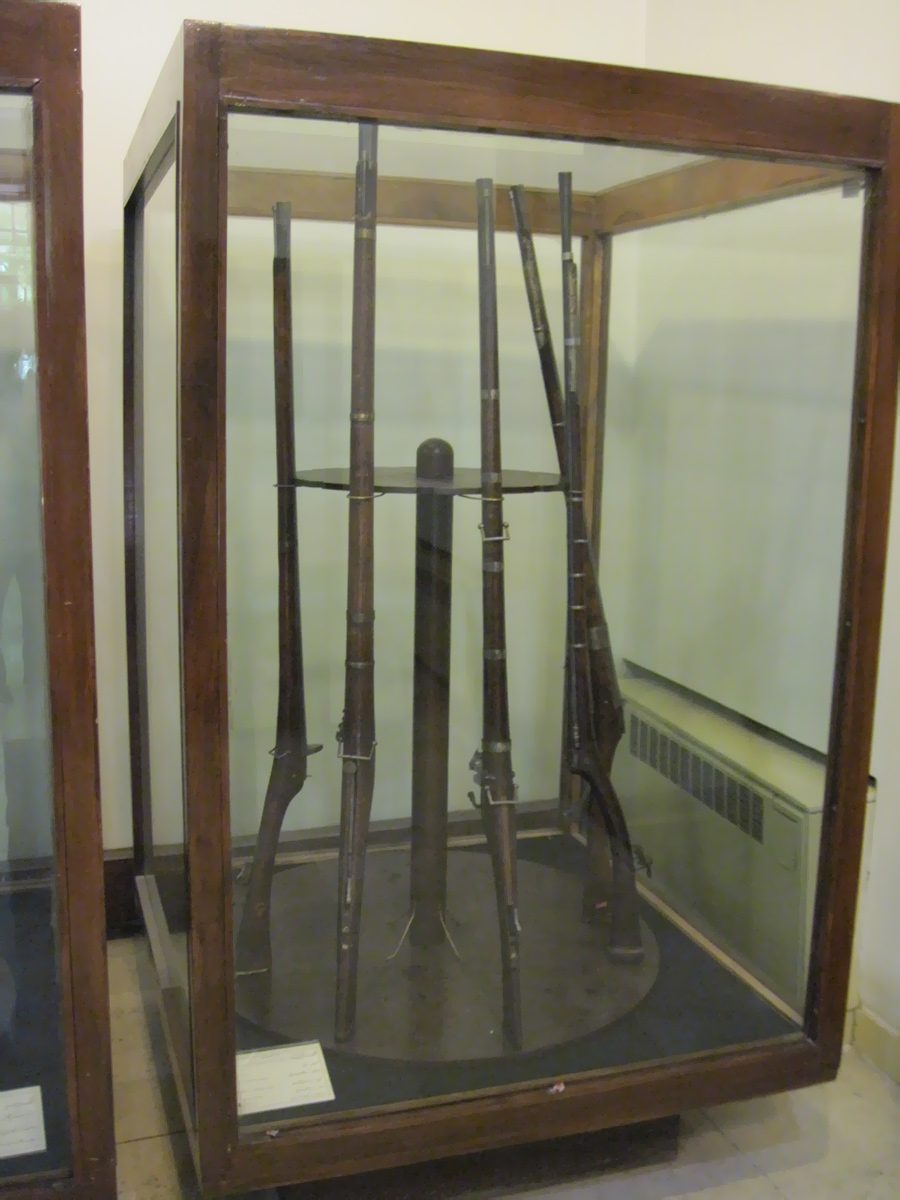
Guns - Safavid Empire - Iran (Persia)

중동은 14세기부터 화기를 획득하여 사용하기 시작했다. 이 화기는 동아시아 지역의 비교적 간단하고 쓰기 조약한 캐넌과 달리 근대에 사용하던 대포와 비슷하다.알-하산은 1260년  아인잘루트 전투에서 맘루크의 군대가 몽골 제국을 상대로 대포를 사용하였다고 하였으며, 당시 이상적인 화약의 비율을 유지했다고 하였다. 맘루크를 비롯한 중동권 국가들은 화기에 대해 개방적인 태도를 가지지 않았고 사수에 대한 불만을 가지고 있었다고 하였다. 이 중동에서 개발한 발전적인 대포는 원나라에 퍼져 동아시아에서 대포라는 무기를 사용하게 되었다.

## 유럽
화약이 유럽으로 오게 된 가설 중 하나는 실크로드로 동아시아 서부 또는중동에서 전해졌다는 것이다; 또다른 가설은 13세기 몽골제국이 중동에서 대포를 얻어 유럽에 전해졌다는 것이다.
러시아에서 화기에 대한 언급은 Sofiiskii vremennik 연대기에 있는데, 1382년 토크타미시 칸의 킵차크 칸국의 침략으로부터 모스크바를 방어할 때, 모스크바 인들이  tyufyaki(로마자) тюфяки (키릴문자) 라 불리는 무기를 사용했으며, 이것은 중동에서부터 유래했다고 전해진다.
14세기 이탈리아에서, 크기가 작고 운반이 가능한 핸드 캐논이 만들어졌고, 처음으로 개인용 활강 무기를 만들어냈다. 15세기 후반에는, 오스만 제국이 보병의 기본 무장으로써 사용했다.

### 근대화 초기

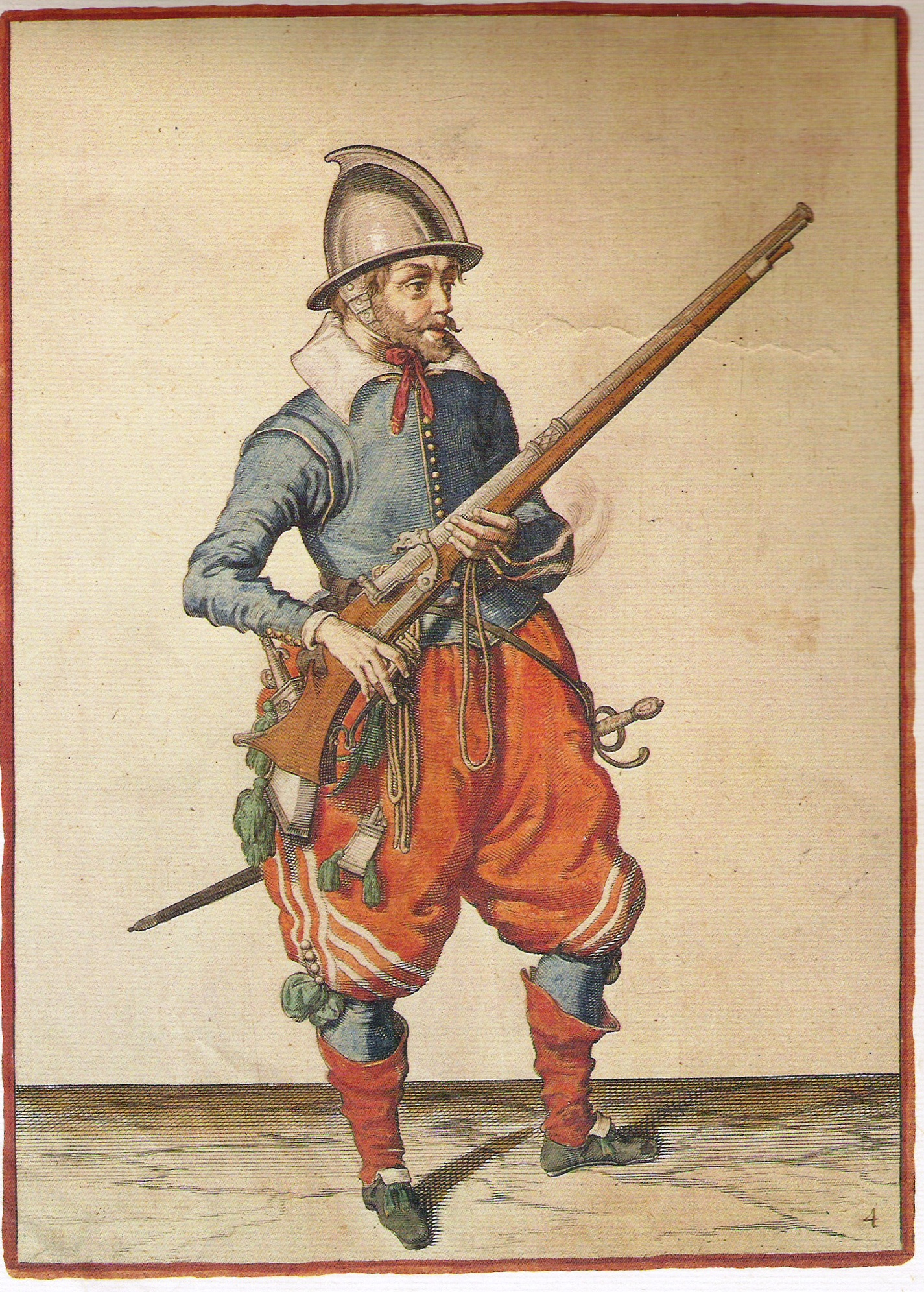
Page showing a musketeer (Plate 4) from Jacob de Gheyn's Wapenhandelinghe van Roers, Musquetten ende Spiessen (1608)

근대화 초기에, 핸드헬드 캐논은 라이플로 발전했고, 그 이후 브리치 로더, 그리고 마지막으로 자동화 무기로 발전했다.
1356년에 스페인 국군은 아쿼버스라는 이름의 화기를 사용했다. 그들은 좀 더 정확하고, 가볍고, 12세기 유럽의 군사들보다 훨씬 사용이 편한 무기를 휴대했다. 그들의 무기는 1525년 파비아 전투에서 사용했고 국왕 프란시스 1세의 군대와의 전투에서 유리하였다. 이 시점에서 총기는 더욱 가벼워지고, 운반이 편리해지고, 더 정확해지고 있었다.
초기의 화기들은 "sear"에 의해 닫혀 걸려야 했다. 각 발의 격발 이전에, 총알 뒤에 해머가 장전되었다. 방아쇠를 당기는 것은 격침이 작동하게 만들었고, 발사 핀이 작동하게 하여 뇌관을 건드리게 했다 충격에 민감한 혼합물을 점화시키는 것은 발사관 뒤에 불꽃이 일게 했고, 실탄이 발사되도록 만들었다.
점화에 쓰이는 도구로는, 성냥, 바퀴식 방아쇠, 용수철식 자물쇠, 부싯돌, 뇌관이 차례대로 사용되었다.
종이 화약통 이 1586년 이전까지 사용되었고, 총검이 16세기 이후 프랑스에서 사용되었다. 영국 근위 보병 연대 연사에 의해 사용되던 수류탄또한 비슷한 시기에 등장하였다.
스프링필드, 매사추세츠의 스프링필드 조병창은 1850년대 이후에 화기의 역사에 중요한 장소가 되는데, 스프링필드 라이플을 처음 만들어 사용한 때도 비슷한 시기이다. 스프링필드 라이플은 최초의 후장식 라이플이었으며, 1865년에 처음 생산을 시작했다. 그 시기에, 금속공학이 발전하기 시작하여 황동의 사용이 증가하였다. 이전에는 사수가 화약을 통 속에 부어넣고, 가죽이나 천을 충전재로써 사용했고 시간이 된다면 적합한 발사체를 선택하였다. 그 후 발사체를 통 속에 넣고 꽂을대로 고정시켰다. 새로운 탄약은 뇌관에 의해 발사되는 방식이었고, 쇠로 만든 탄약을 보호하기 위해 폭약은 방수 탄창 안에 넣어졌다.

## 연발총 자동화 화기
연발총은 한 번에 하나 이상의 탄창을 장착하며 한번의 장전으로 여러 발을 쏠 수 있다. 연발총의 예 중 하나는 미국의 스프링필드 모델 1892–99이며 스프링필드 조병창에서 만들어졌고—스페인-미국 전쟁에서 사용되었다. 몇몇 연발총 모델들은 노리쇠, 레버, 탄창을 밖으로 꺼낼 수 있는 장치들을 필요로 했고, 새 총알을 탄창으로부터 가져와 격발실에 장전하고, 격침 장치를 준비한 다음, 방아쇠를 당기면 발사될 수 있도록 한다. 다른 방식으로는 화기의 반동장치나 발사체의 화약을 일부분 사용하는 방법이고, 다음 발 격발 이전에 화기의 메커니즘을 돌리기 위해서 다음 발이 화약을 일부 사용한다. 이 방식의 화기들은 "자동 장전"이라 불렸으나, 일반적으로 반자동 화기로 불렸고 방아쇠를 당기고 있을 때마다 한발씩 쏘는 방식을 자동 화기라 불렀으며 이러한 화기는 방아쇠를 당기고 있으면 탄창의 총알을 모두 쏠 때까지 격발한다.
리볼버는 약실에 몇 개의 총알을 장전하는 독특한 방식의 총이다; 약실은 총알을 총구에 장전하기 위해 회전하고, 실탄을 고정하고 압축가스를 대기시켜 발사를 준비한다. 약실은 탄창과 발사관의 역할을 동시에 수행한다.. 또한 한 통에 하나의 탄창을 장전하는 방식의 single-load 방식의 총은 각 발마다 한번씩 장전을 해야 한다.
초기의 연발총은 리볼버와 싱글액션 방식이었는데, 이들은 각 발의 사격 이전에 손으로 장전 과정을 모두 거쳐야 하는 방법이었다. 이 디자인은 1836년에 최초로 만들어졌고, Colt Peterson의 설계도와 함께 공개되었다. 비록 다른 총들보다 재장전과 사격의 속도가 느렸지만, 싱글 액션 방신의 화기는 강단하고 강렬한 디자인으로 지금까지고 사냥이나 자기보호의 용도로써 사용된다. 더블액션 리볼버는 싱글 액션만큼 오래된 디자인인데, D.A.O라고 불리기도 하며 방아쇠를 당기는 것만으로 발사할 수 있다. 대부분의 더블 액션 리볼버는 두 가지 방법으로 발사할 수 있다. 하나는 해머를 준비시키고 각 발마다 방아쇠를 당겨 발사하는 것이며, 더 길고 무거운 격침을 사용한다. 이 방법은 레버와 스프링이 모두 약실을 회전시키고 해머를 뒤로 가져다 놓고 탄환을 발사한다. 싱글액션 모드로 더블액션 리볼버를 발사하는 것은 방아쇠 당김이 더 짧고 가벼워 정확하다.
세계 최초의 속사포는 개틀링 건이며, 리처드 조던 개틀링이 발명했고, 1860년대에 미국 남북전쟁때 연방군에 의해 사용되었다. 개틀링 건은 핸드 크랭크로 작동하며 운용하는데 네 사람으로 이루어진 팀이 필요했다. 개틀링 건은 전쟁 당시 많은 논란 속에서 사용되었다.
최초의 돌격소총은 제 2차 세계대전때 독일에 의해 발명되었고, StG44로 알려져 있으며, 장거리 라이플, 반자동 라이플, 리볼버의 장점을 합쳐놓았다. 하지만, 이전에도 이탈리아나 독일에서 Cei-Rigotti나 Fedorov automat과 같은 돌격소총이 존재했다고 기록되어 있다.  돌격소총은 반자동 라이플보다 더 강력하고 긴 사거리를 가졌으며 도시와 같은 폐쇄적인 환경에서도 무거운 기관총이나 반자동 라이플과는 달리 더 유용하게 사용되었다. 제 2차 세계대전이 끝난 뒤에, 많은 국가들이 돌격소총을 유용하다 생각하였고 현재까지도 많은 나라의 군대에서 실전 운용되고 있다.

## 같이 보기
- 군사사

## 참고 문헌
- Buchanan, Brenda J. (2006), 《Gunpowder, Explosives and the State: A Technological History》, Aldershot: Ashgate, ISBN 0-7546-5259-9
- Chase, Kenneth (2003), 《Firearms: A Global History to 1700》, Cambridge University Press, ISBN 0-521-82274-2
- Crosby, Alfred W. (2002), 《Throwing Fire: Projectile Technology Through History》, Cambridge University Press, ISBN 0-521-79158-8
- Kelly, Jack (2004), 《Gunpowder: Alchemy, Bombards & Pyrotechnics: The History of the Explosive that Changed the World》, Basic Books, ISBN 0-465-03718-6
- Needham, Joseph (1986), 《Science & Civilisation in China》, V:7: The Gunpowder Epic, Cambridge University Press, ISBN 0-521-30358-3
- Norris, John (2003), 《Early Gunpowder Artillery: 1300-1600》, Marlborough: The Crowood Press.
- Sun Laichen (2006) Chinese Gunpowder Technology Technology and Dai Viet, ca. 1390 -1497. In Vietnam Borderless Histories Eds Nhung Tuyet Tran & Anthony Reid University of Wisconsin Press

## 추가문헌
- Pyhrr, Stuart W. (1985). 《Firearms from the collections of the Prince of Liechtenstein》. New York: The Metropolitan Museum of Art. ISBN 9780870994258.
- “From AD142 to present day - Important dates in the history of Firearms”.